# Colobothea hebraica
Colobothea hebraica är en skalbaggsart som beskrevs av Bates 1865. Colobothea hebraica ingår i släktet Colobothea och familjen långhorningar.
Artens utbredningsområde är:
- Belize.
- Guatemala.
- Honduras.
- Nicaragua.

Inga underarter finns listade i Catalogue of Life.